# هورست نيميك
هورست نيميك (بالألمانية: Horst Nemec)‏ هو لاعب كرة قدم نمساوي في مركز الهجوم، ولد في 25 يناير 1939 في النمسا، وتوفي في 23 يونيو 1984. شارك مع منتخب النمسا لكرة القدم. أما مع النوادي، فقد لعب مع أوستريا فيينا وفيرست فيينا.

## وصلات خارجية
- هورست نيميك على موقع الاتحاد الأوربي (الإنجليزية)
- هورست نيميك على موقع قاعدة بيانات كرة القدم.إي يو (الإنجليزية)
- هورست نيميك على موقع ناشيونال فوتبول تيمز (الإنجليزية)
- هورست نيميك على موقع عالم كرة القدم.نت (الإنجليزية)